# Paul Karcher

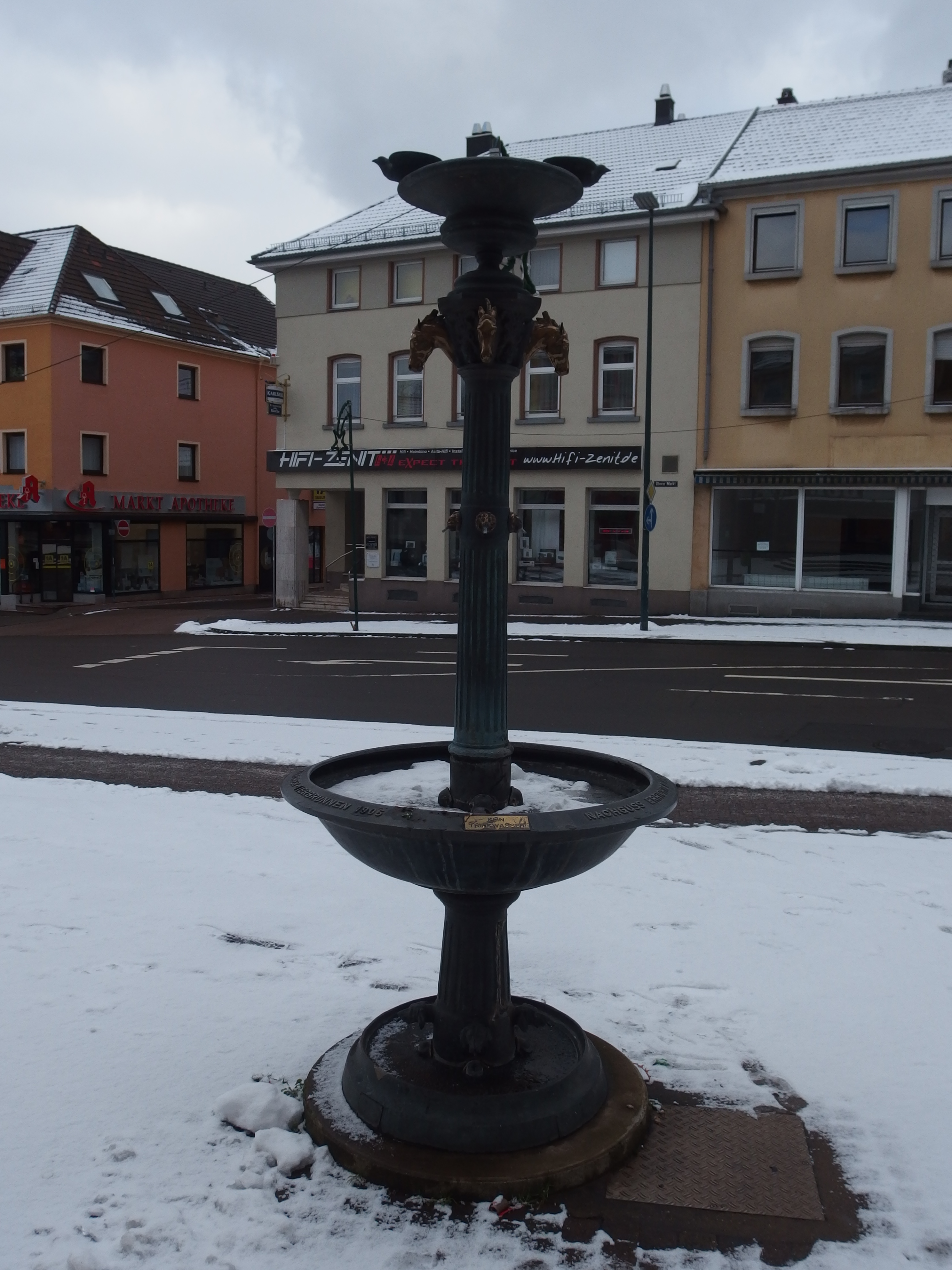
Replik des von Paul Karcher gestifteten Tierbrunnens

Philipp Heinrich Paul Eduard Karcher (* 14. Januar 1846 in Saarbrücken; † 27. Dezember 1912 in Iserlohn) war ein deutscher Rittmeister und Gutsbesitzer und Leiter des Eisenwerks Karcher und Westermann in Ars an der Mosel und Bürgermeister daselbst.

## Leben
Paul Karcher war der einzige Sohn des Saarbrücker Kommerzienrats, Unternehmers und Politikers Eduard Karcher aus dessen erster Ehe mit Elise Natalie Korn.
Der Rittmeister der Landwehr Paul Karcher erbte den Gutshof „Forbacherhof“ bei Neunkirchen. Am 2. März 1899 ließ er den Namen des Gutshofes in „Haus Furpach“ ändern, um Verwechselungen mit der 30 km entfernten Stadt Forbach zu umgehen. 1904 verkaufte er den Gutshof an die Gemeinde Neunkirchen für 250.000 Mark. Ab 1936 entstand auf dem zum Hofgut gehörenden Gelände in mehreren Bauabschnitten eine Wohnsiedlung unter dem Namen Haus Furpach, seit 1975 Furpach. 
1905 stiftete Karcher einen Tierbrunnen am Oberen Markt in Neunkirchen. Die Pferdetränke stand zunächst an der Ecke Oberer Markt/Kriershof. 1936 wurde der Brunnen ohne Funktion in die Grünanlage Scheibstraße versetzt und sollte 1942 zur kriegsbedingten Einschmelzung verwendet werden. Er landete jedoch bei einem Offenbacher Schrotthändler. Am 20. Juni 2005 wurde am Oberen Markt, etwa 200 Meter vom alten Standort, durch einen Förderkreis eine Replik des „Karcher Tierbrunnens“ aufgestellt.
Aus der 1884 geschlossenen Ehe von Paul Karcher mit Friederike Wilhelmina Ida Clara von Waldow sind keine Kinder bekannt. Paul Karcher und seiner Familie wurde in Furpach die Karcherstraße gewidmet. Auch ein Gemeindesaal am ehemaligen Gutshof wurde nach der Familie benannt.